# Dies irae
Dies irae (łac. „Dzień gniewu”) – napisana na przełomie XII i XIII wieku rymowana sekwencja.

## Opis
Sekwencja ta została w XIV wieku włączona została do mszału, a od czasu reformy trydenckiej śpiewana jest w liturgii Kościoła rzymskokatolickiego w mszach żałobnych w nadzwyczajnej formie rytu rzymskiego; najczęściej jest to określenie całej sekwencji, a przy ściślejszym podziale – jej początku (drugim fragmentem sekwencji jest wtedy Tuba mirum). W zwyczajnej formie rytu rzymskiego została podzielona na trzy części, stanowiące opcjonalne hymny Liturgii godzin (godziny czytań, jutrzni i nieszporów) w ostatnim tygodniu roku liturgicznego, który w tym czasie koncentruje się na paruzji Chrystusa. Autorstwo sekwencji nie zostało jednoznacznie ustalone (wymienia się obecnie około 80 możliwych twórców, zaś popularna i często błędnie podawana hipoteza na temat autorstwa Tomasza z Celano została obalona w 1931 roku przez Iguaneza). Rymowana modlitwa, na której podstawie stworzono tę sekwencję powstała prawdopodobnie na terenie Galii.
W liturgii mariawickiej hymn Dzień on, dzień gniewu Pańskiego odmawiany lub śpiewany jest we Mszy żałobnej podczas pogrzebów i w Zaduszki, a także na cmentarzu w czasie procesji w uroczystość Wszystkich Świętych. Wówczas podzielone fragmenty hymnu śpiewane są przy każdej z pięciu stacji procesji na cmentarzu. Ponadto w Kościele Katolickim Mariawitów istnieje zwyczaj odmawiania sekwencji przez wszystkich uczestników liturgii na każdej Mszy żałobnej. 

## Forma
Utwór jest napisany trocheicznym czterostopowcem (ośmiozgłoskowcem), ujętym w strofy trójwersowe oparte na jednym rymie. Zwrotkę tego typu bardzo często nazywa się strofą Dies irae albo strofą hejnałową.

Audio playback is not supported in your browser. You can download the audio file.

## Opracowania muzyczne
Temat z chorału gregoriańskiego skomponowanego do słów Dies irae na potrzeby liturgii był często wykorzystywany przez kompozytorów zwłaszcza w wieku XIX i XX. Najbardziej znane kompozycje nawiązujące do tej melodii to Symfonia fantastyczna Berlioza, Totentanz Liszta oraz Rapsodia na temat Paganiniego Rachmaninowa.
Sam tekst wiersza spotkać można w mszach żałobnych pisanych przez różnych kompozytorów. Najsłynniejsze z takich kompozycji to Requiem d-moll Wolfganga Amadeusa Mozarta, Requiem B-dur Johanna Michaela Haydna, młodszego brata Josepha, oraz Requiem Giuseppe Verdiego.

## Odniesienia w kulturze
- To nazwa jednego z utworów rosyjskiego prozaika Leonida Andriejewa.
- Z Dies irae pochodzi śpiewany współcześnie w Polsce na pogrzebach dwuwiersz „Dobry Jezu, a nasz Panie / Daj mu wieczne spoczywanie” (łac. „Pie Iesu Domine, dona ei requiem”).
- W bibliografii Stanisława Przybyszewskiego znajduje się napisany w 1909 roku dramat pt. Gody życia, będący przeróbką powieści Dzień sądu. Synów ziemi część wtóra. Z kolei Jan Kasprowicz jest autorem hymnu pod takim tytułem.
- Dwie ostatnie linijki hymnu zostały także wykorzystane w filmie Monty Python i Święty Graal, gdzie pokutnicy z dwuwierszem na ustach tłuką się po głowach deskami.
- Niektóre wersy użyte są w utworze goatransowej grupy Juno Reactor pt. Conquistador part 1. Inne pojawiają się w twórczości zespołów black metalowych (Bathory, Dissection), heavymetalowych, jak np. Haggard i Theatres des Vampires, oraz wykonawców muzyki hip-hop np. utwór „Dies irae” autorstwa K2
- Niektóre ze zwrotek zostały użyte w utworze miasta Haven w grze komputerowej „Heroes of Might & Magic V” oraz w głównym menu gry. Ponadto utwór został wykorzystany jako podkład muzyczny w mieście nekropolis w starszej odsłonie gry – „Heroes of Might & Magic III”.
- Słowa utworu zostały użyte w ścieżce dźwiękowej do gry komputerowej Hype: The Time Quest. Motyw ten występuje w lokacji klasztoru.
- Dies Irae to także Tytan klasy Imperator Legionu Mortis z serii książek „Herezja Horusa” z uniwersum Warhammera 40,000.
- W filmie Trzecia Część Nocy (reż. Andrzej Żuławski, 1971) w jednej z ostatnich scen ojciec głównego bohatera Michała wypowiada fragment Dies irae.
- W utworze "Requiem rozbiorowe" Jacka Kaczmarskiego zwrot "Dies irae, dies irae" wykorzystywany jest jako refren w drugiej części.
- W animowanej wersji Dzwonnika z Notre Dame w piosence The Bells Of Notre Dame w tle słychać chór śpiewający Dies Irae.